# Star Wars: Ahsoka
Star Wars: Ahsoka là một tiểu thuyết Star Wars viết bởi E. K. Johnston, xuất bản vào tháng 10 năm 2016. Câu chuyện đặt giữa bộ phim hoạt hình 3D The Clone Wars (2008–2013) và Star Wars Rebels (2014–nay), nó xoay quanh nhân vật Ahsoka Tano.

## Nội dung
Ahsoka khám phá những gì xảy ra với nhân vật cùng tên giữa sự ra đi của cô trong Star Wars: Clone Wars và tái xuất hiện trong Star Wars Rebels. [1] Một năm sau các sự kiện của Revenge of the Sith, Anakin đã trở thành Darth Vader, và Ahsoka đã lẩn trốn. Cô kiếm được một công việc phi công và cơ khí, vận tải hàng hóa với gia tộc Fardi mạnh mẽ trên hành tinh Thabeska. Tuy nhiên, cô buộc phải chạy trốn sau khi phơi bày sức mạnh của mình trong khi cố gắng cứu mạng sống của Hedela Fardi 4 tuổi, con gái nhỏ tuổi nhất của Fardi.
Ahsoka định cư trên mặt trăng nông nghiệp Raada, nơi cô kết bạn với một số nông dân địa phương bao gồm chị em gái Kaeden và Miara Larte, và người bảo vệ Vartan của họ. Ahsoka tìm việc làm thợ máy và kết bạn với chị em Larte. Đế chế Thiên hà sau đó thiết lập sự hiện diện trên Raada và buộc nông dân trồng những loại cây trồng mới, khiến đất trồng bị rửa trôi. Ahsoka trở thành thủ lĩnh của phong trào kháng chiến. Tuy nhiên, cuộc nổi dậy trở nên tồi tệ và Ahsoka đã phơi bày sức mạnh của mình trong một cuộc giao tranh với các lực lượng Đế chế. Đáp lại, Đế quốc cử một tên Phán quan biệt hiệu là Sixth Brother để săn lùng cô ấy.
Thu hút sự chú ý của Đế chế, Ahsoka buộc phải rời khỏi Raada. Cha nuôi của Công chúa Leia, Bail Organa, đã biết được các báo cáo Đế chế về Ahsoka và quyết định tìm cô ấy. Trở về Fardis, Ahsoka tiếp tục làm việc như một phi công và thợ máy. Cô biết rằng một "bóng tối" (người hóa ra là Sixth Brother) đã theo dõi Hedala, một người nhạy cảm với Thần lực. Khi Đế chế siết chặt vòng vây Thabeska, vị tộc trưởng Fardi khuyên Ahsoka nên rời đi. Trong khi chạy trốn khỏi một băng đảng tội phạm Black Sun, con tàu của Ahsoka bị bắt bởi hai phi công của Thượng nghị sĩ Organa.
Cô tưởng họ là kẻ thù, Ahsoka đánh họ bất tỉnh. Cô gặp R2-D2 và thuyết phục droid đưa cô lên tàu hộ tống của Nghị sĩ Organa. Ahsoka thành lập một liên minh với Thượng nghị sĩ Organa để đổi lấy sự giúp đỡ của ông trong việc bảo vệ những đứa trẻ nhạy cảm với Thần lực khỏi bàn tay của Đế chế. Trở lại Raada, cô tìm thấy Miara và biết rằng Sixth Brother đã bắt chị gái của cô ta, Kaeden. Sau một cuộc đấu kiếm ánh sáng, Ahsoka đánh bại và giết chết Sixth Brother và lấy tinh thể Kyber của hắn để tạo nên hai thanh kiếm ánh sáng. Sau khi cứu Kaeden, Ahsoka tổ chức một cuộc di tản người dân Raada với sự giúp đỡ của Thượng nghị sĩ Organa. Hạm đội của Thượng nghị sĩ Organa đã tìm cách di tản các trang trại Raada sau một cuộc đụng độ với các lực lượng Đế chế.
Sau các sự kiện trên Raada, Ahsoka quyết định tham gia cuộc nổi dậy của Thượng nghị sĩ Organa trong khi các chị em Larte và những người tị nạn khác định cư ở Alderaan. Trong khi đó, Đế chế đã gửi Đại phán quan, một nhân vật phản diện xuất hiện đầu tiên trong Star Wars Rebels, để săn lùng Ahsoka.